# Göbber

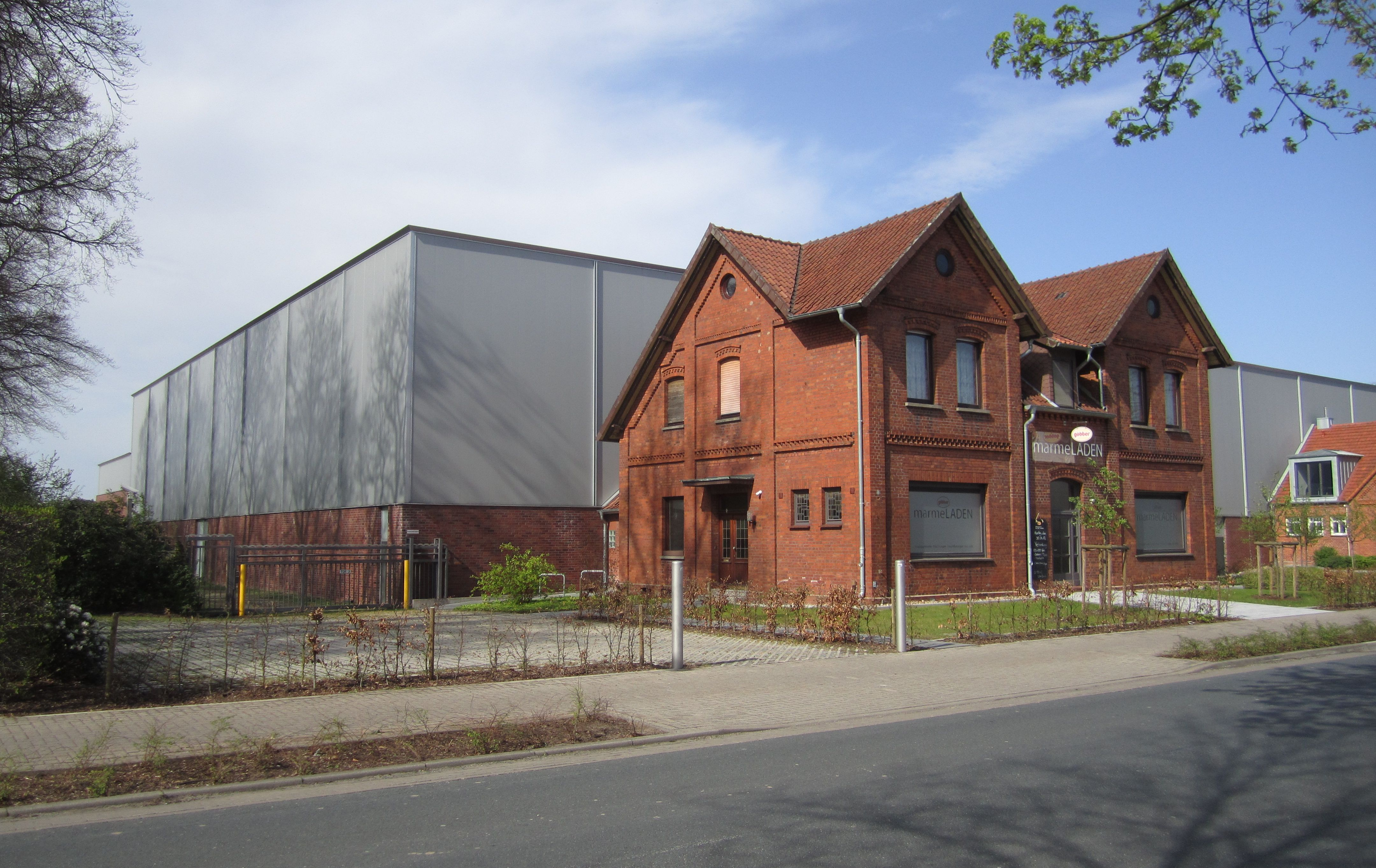
Werkseigener marmeLADEN

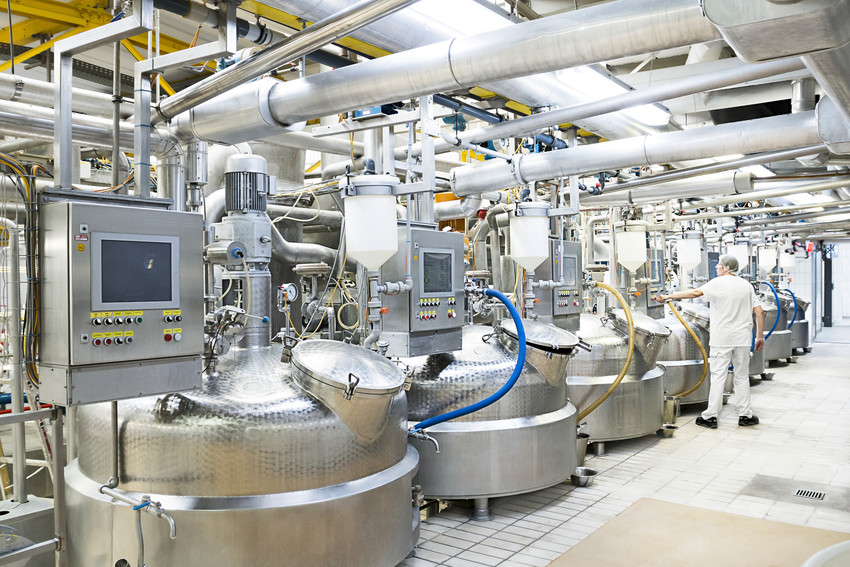
Produktion von Konfitüre

Die Göbber GmbH mit Sitz im niedersächsischen Eystrup stellt Konfitüren, Fruchtsirupe, Fruchtfüllungen sowie Fruchtaufstriche her und bereitet zudem Honig auf. Das eigenständige Unternehmen besteht seit 1888. Alleingesellschafter ist die Mayntz GmbH in Eystrup, zu der auch die Deutsche Honig Import GmbH, die Friedrich Göbber GmbH und die Eystruper Land GmbH gehören.

## Produkte
Göbber ist einer der größten Konfitürenhersteller Europas. Es werden unter anderem Handelsmarken für Backhandwerk, Einzelhandel (z. B. Lidl) und Großverbraucher produziert. Kunden sind der europäische Lebensmitteleinzelhandel (z. B. Edeka, Rewe, Markant-Gruppe), Großhandel und Großverbraucher (z. B. Portionspackungen an die Gastronomie), das Backhandwerk sowie die Backindustrie (u. a. Fruchtfüllungen für Dominosteine).

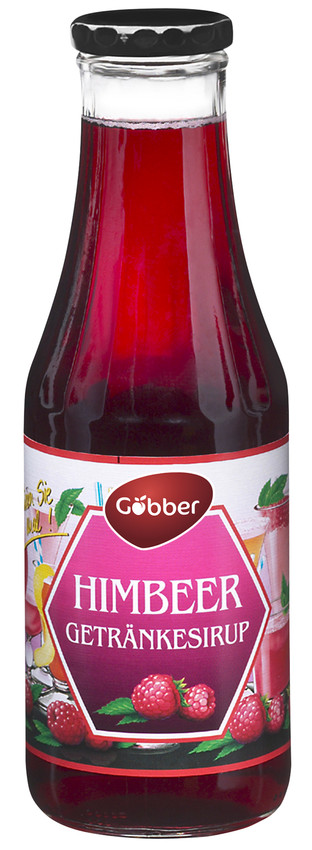
Himbeer-Sirup
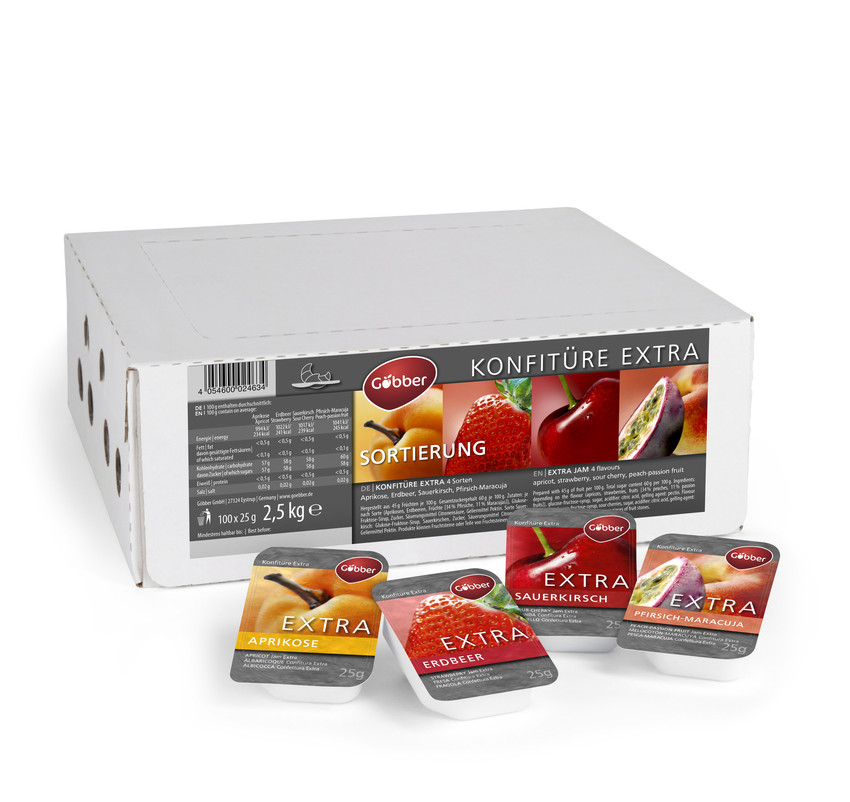
Portionspackung für Gastronomie und Gemeinschaftsverpflegung
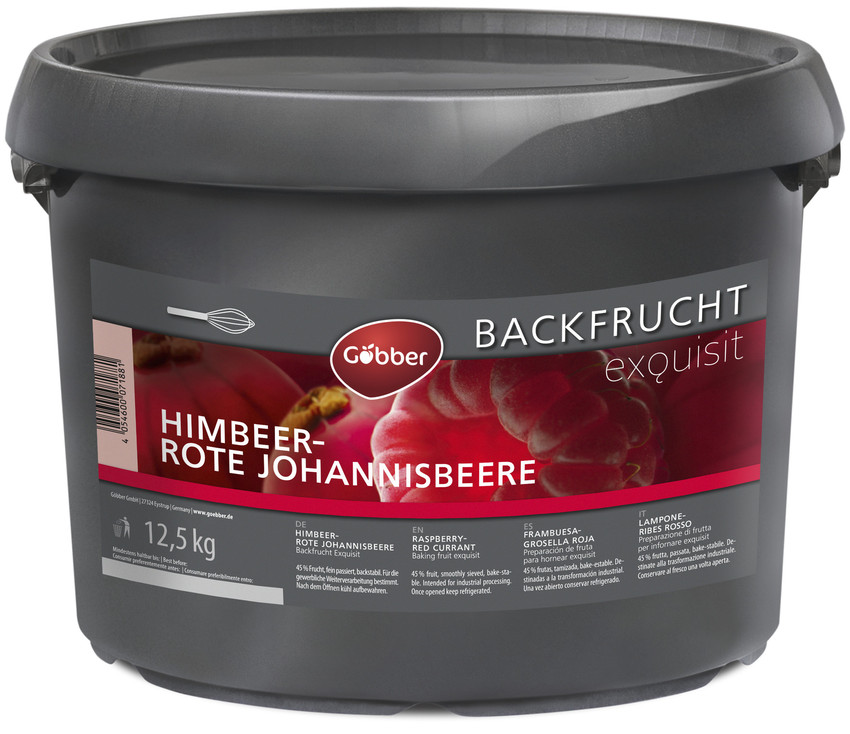
Produkt zur Füllung von Gebäck für die gewerbliche Weiterverarbeitung

## Geschichte
1888 gründete Friedrich Göbber in Eystrup ein Handelsunternehmen, in dem im kleinen Rahmen Konfitüren und Fruchtsirupe aus Früchten der umliegenden Gärten verarbeitet wurden. 1923 trat Carl Mayntz in der zweiten Generation als Hauptgeschäftsführer in das Unternehmen seines Schwiegervaters ein. Schon damals konzentrierte man sich ganz auf die Verarbeitung von Früchten. Der Sohn des Gründers, Friedrich Göbber, stieg darauf in das Unternehmen ein.
1969 übernahm Norbert Mayntz in der dritten Generation als geschäftsführender Gesellschafter die Geschäfte seines Vaters. 2006 wurde Michael Mayntz der Nachfolger seines Vaters und somit in der vierten Generation geschäftsführender Gesellschafter. 2013 übergab Michael Mayntz die Leitung an Michael Berghorn, der nun Vorsitzender der Geschäftsführung ist. Weiterer Geschäftsführer ist Marc Ebbert.
Mit Stand Juli 2024 nennt die Website eine Produktionskapazität von rund 500.000 Glas Tagesproduktion, bis zu 500 Gläser pro Minute, 80.000 to. Jahresproduktion.
Im Juni 2025 gab die Unternehmensgruppe Schwarz Produktion, eine Untereinheit der Schwarz-Gruppe (unter anderem Lidl und Kaufland), bekannt, die operativen Tochtergesellschaften von Mayntz (die Göbber-Gruppe) zu übernehmen. Der Erwerb soll nach Erhalt der wettbewerbsbehördlichen Genehmigungen im dritten Quartal 2025 abgeschlossen sein.

## Unternehmensstruktur
Die Göbber GmbH gehört zum Mutterunternehmen Mayntz GmbH. Zu dieser gehören u. a. folgende Tochtergesellschaften:
- Göbber GmbH
- Deutsche Honig Import GmbH
- Friedrich Göbber GmbH (stellt u. a. den Fruchtaufstrich GLÜCK her[6])
- Eystruper Land GmbH (bedient insbesondere Discounter)[7]

## Sonstiges
Am 29. November 1951 wurde die 18-jährige Kontoristin des Unternehmens, Margret Grüneklee, durch eine Paketbombe getötet, als sie eine an den Inhaber der Marmeladenfabrik gerichtete Sendung beim Postamt in Eystrup abholte. Als Täter ermittelte die Polizei kurze Zeit später den 22-jährigen Erich von Halacz aus Drakenburg, der auf diese Weise von den Angehörigen der Opfer Geld erpressen wollte.